# Georgenäum
Das Georgenäum ist ein Profanbau in Calw aus dem 19. Jahrhundert, dessen  Architektur im französischen Spätbarockstil in deutlichem Kontrast zur Fachwerkarchitektur in der Stadt steht. Es wurde von seinen Stiftern als Ort der Volksbildung vorgesehen. Heute dienen seine Räume dem Chor Aurelius Sängerknaben Calw für Proben, Administration und Veranstaltungen.

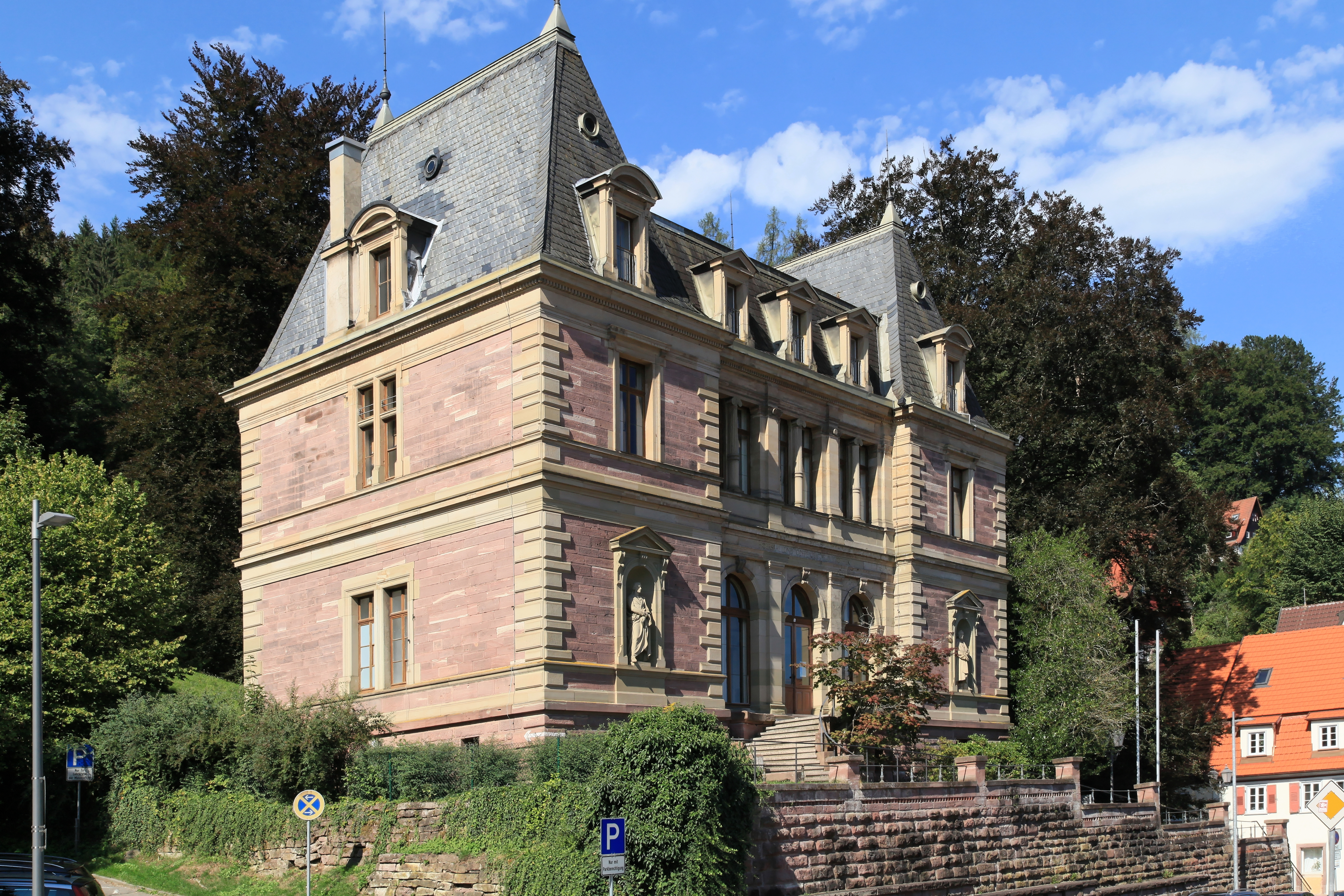
Das Georgenäum

## Geschichte
Emil Wilhelm von Georgii-Georgenau und seine Frau Sophie, geb. Gärttner, stifteten das Gebäude der Stadt Calw im Jahr 1868. Am 27. Mai 1871 konnte es eingeweiht werden. Es stand allen Einwohnern Calws offen und enthielt damals eine Bibliothek mit 745 Bänden, die den Urstock zur späteren Stadtbücherei bildeten, eine Frauenarbeitsschule, eine gewerbliche Fortbildungsschule und Arbeitsräume sowie eine Stadtwohnung für die Familie von Georgii-Georgenau. Bis 1998 blieb die Bibliothek im Georgenäum. Nach ihrem Umzug wurde das denkmalgeschützte Bauwerk saniert und dann zum Domizil der Aurelius-Sängerknaben Calw bzw. als Ort für Konzerte und andere Veranstaltungen genutzt.

## Bauwerk
Das Gebäude liegt am Westhang des Nagoldtals oberhalb der Calwer Altstadt.
Wolfgang Schlüter verfasste während seines Hermann-Hesse-Stipendiums in Calw im Jahr 2000 einen Text, in dem er das Georgenäum schildert: „ein […] zugleich massiger wie eleganter Sandsteinbau mit einem ausnehmend schönen, steilen, von Fenstergauben durchbrochenen Dach: ein kompaktes, von je einer Statue in einer Nische flankiertes Gebäude aus der Gründerzeit, dessen edle Monumentalität sich fast exotisch ausnehmen wollte in all dem Beengten […] als hätte hier ein aus der Ferne gekommener Handelsherr mit generöser Hand ein Zeichen setzen wollen für jene kultivierte Form von Prosperität, die es nach dem 19. Jahrhundert nicht mehr geben sollte […] wie die Häuser aus dem Anker-Steinbaukasten oder wie jene „Faller-Häuser“ […]“
Das dreistöckige Georgenäum wurde aus rotem Sandstein erbaut; die beiden Figuren an der Hauptfront des Gebäudes stammen vom Bildhauer Hermann Bach. Sie stellen Friedrich Schiller als Verkörperung des Idealismus und den Volkswirt Friedrich List als Vertreter des Realismus dar. Das Georgenäum wurde durch einen Springbrunnen und einen Park ergänzt.